# Bouhadjar (distrito)
Bouhadjar é um distrito localizado na província de El Tarf, Argélia, e cuja capital é a cidade de mesmo nome, Bouhadjar. A população total do distrito era de 45 708 habitantes, em 2008.[carece de fontes?]

## Comunas
O distrito é composto por quatro comunas:
- Bouhadjar
- Oued Zitoun
- Aïn Kerma
- Hammam Béni Salah